# アマギール
座標: 北緯30度54分 西経3度02分 / 北緯30.900度 西経3.033度
アマギール（英: Hammaguir）はアルジェリアの町。ベシャールの南西に位置する。
1947年から1967年にかけてアマギール近郊にロケットの射場があり、フランスが観測ロケットの打ち上げに使用していた。1965年から67年にはディアマンロケットによって人工衛星が打ち上げられた。

## 衛星打ち上げ記録
フランス初の人工衛星アステリックスはここから1965年に打ち上げられている。
| # | 打ち上げ日時(UTC)   | 構成        | ペイロード     | 成否     | 備考                   |
| - | ------------------- | ----------- | -------------- | -------- | ---------------------- |
| 1 | 1965年11月26日14:47 | ディアマンA | アステリックス | 成功     |                        |
| 2 | 1966年2月17日08:33  | ディアマンA | Diapason       | 成功     |                        |
| 3 | 1967年2月8日09:39   | ディアマンA | Diadème 1      | 成功     |                        |
| 4 | 1967年2月15日10:06  | ディアマンA | Diadème 2      | 部分失敗 | 予定より低い軌道へ投入 |